# Hero (filho de Príamo)
Na mitologia grega, Hero era um dos filhos do rei Príamo mencionado nas Fábulas de Higino. O nome da sua mãe é desconhecido. Possivelmente foi morto por Aquiles ou Neoptólemo.

## Cultura popular
- Hero é o protagonista da série anglo-canadiana Olympus, onde é interpretado por Tom York.